# اچ‌ام‌اس ایگل (۱۶۷۹)
اچ‌ام‌اس ایگل (۱۶۷۹) (به انگلیسی: HMS Eagle (1679)) یک کشتی بود که طول آن ۱۵۶ فوت ۶ اینچ (۴۷٫۷ متر) بود.